# Cmentarz żydowski w Warce
Cmentarz żydowski w Warce – został założony pod koniec XVIII wieku i pierwotnie zajmował obszar 0,5 ha. Znajduje się w pobliżu ul. Bielańskiej. Był później dwukrotnie powiększany. Wskutek zniszczeń z okresu II wojny światowej do naszych czasów nie zachowały się żadne nagrobki. Po 1989 na miejscu pochówku cadyka Izraela Icchaka Kalisza wzniesiono ohel.